# West Branch, Iowa
West Branch är en ort i Cedar County, och Johnson County, i Iowa. Vid 2020 års folkräkning hade West Branch 2 509 invånare.

## Kända personer från West Branch
- Herbert Hoover, president